# 锡尔克斯多夫
锡尔克斯多夫（德語：Sierksdorf）是德国石勒苏益格－荷尔斯泰因州的一个市镇。总面积19.50平方公里，总人口1583人，其中男性772人，女性811人（2011年12月31日），人口密度81人/平方公里。